# Peacock
«Peacock» (с англ. — «Павлин») — песня американской певицы Кэти Перри, записанная для её третьего студийного альбома Teenage Dream (2010).
Поскольку песня имела явный подтекст, связанный мужским гениталиям, лейбл Capitol Records изначально выступал против идеи включить её в новый альбом. Аналогично тому, что произошло с другой её песней — «I Kissed a Girl» (2008), — Перри настояла на включении. «Peacock» получила в основном негативные отзывы критиков, которые называли её «вульгарной» и «глупой», а в музыкальном плане её сравнивали с хитом 1980-х годов «Mickey» Тони Бэзила и «Hollaback Girl» Гвен Стефани (2005). 26 марта 2012 года ремикс-версия была выпущена в качестве промосингла на iTunes.
Несмотря на то, что песня не была выпущена в качестве полноценного сингла, она попала в несколько музыкальных чартов по всему миру. Она возглавила хит-парад Billboard Dance Club Songs и была сертифицирована Американской ассоциации звукозаписывающих компаний как платиновая. Перри несколько раз исполняла вживую «Peacock», в том числе во время своего мирового турне California Dreams Tour 2011 года.

## Чарты
| Чарт (2010)                                 | Высшая позиция |
| ------------------------------------------- | -------------- |
| Канада (Billboard Canadian Hot 100)         | 56             |
| Республика Корея (Gaon International Chart) | 101            |
| США (Billboard Bubbling Under Hot 100)      | 5              |
| США (Billboard Dance Club Songs)            | 1              |

## Сертификации и продажи
| Регион                                                                      | Сертификация | Продажи   |
| --------------------------------------------------------------------------- | ------------ | --------- |
| США (RIAA)                                                                  | Платиновый   | 1 000 000 |
| Данные о продажах + прослушиваниях приведены только на основе сертификации. |              |           |